# Prebenda-Poduchowne
Prebenda-Poduchowne – część wsi Chełmce w Polsce położona w województwie świętokrzyskim, w powiecie kieleckim, w gminie Strawczyn.
W latach 1975–1998 Prebenda-Poduchowne administracyjnie należało do województwa kieleckiego.